# サラ・アンツァネッロ
サラ・アンツァネッロ（Sara Anzanello, 1980年7月30日 - 2018年10月25日）は、イタリアの女子バレーボール選手。ポジションはミドルブロッカー。元イタリア代表。

## 来歴
サン・ドナ・ディ・ピアーヴェ出身。
1998年にイタリア代表に選出され、2002年世界選手権、2007年ワールドカップで金メダルを獲得した。2005年欧州選手権では準優勝を飾った。
セリエAの所属クラブでは、アシステル・ノヴァーラ在籍時の2004年にコッパ・イタリアで優勝、2009年に移籍したGSOヴィッラ・コルテーゼでもコッパ・イタリアで優勝を飾った。
2013年にアゼルバイジャンで重篤な肝炎に罹患し、2013年に肝臓移植を受けた。
2017年に白血病の診断を受け、2018年10月25日に逝去。38歳没。

## 球歴
- 世界選手権 - 2002年（金メダル）、2006年（4位）
- ワールドカップ - 2007年（金メダル）
- ワールドグランプリ - 2004年（準優勝）、2005年（準優勝）、2006年（3位）、2008年（3位）
- 欧州選手権 - 2005年（準優勝）、2011年（4位）

## 所属クラブ
- Record Latisana （1995-1998年）
- Club Italia （1998-1999年）
- AGILバレー（1999-2003年）
- アシステル・ノヴァーラ （2003-2009年）
- GSOヴィッラ・コルテーゼ （2009-2011年 ）
- アゼルレイル・バクー（2011-2013年）
- AGILバレー（2015-2016年）